# 후지카와 유지
후지카와 유지(일본어: 藤川 祐司, 1987년 6월 8일~)는 일본의 전 축구 선수이다.

## 구단 경력
과거 미토 홀리호크, 오이타 트리니타, 마쓰모토 야마가 FC, YSCC 요코하마에서 활동하였다.